# Marius

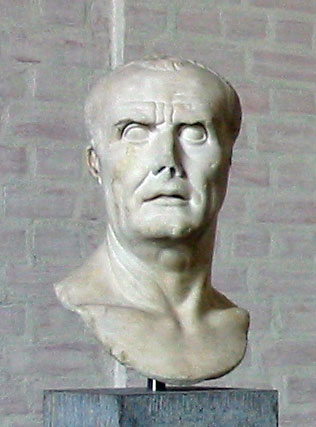
Byst som tidigare var trodd att föreställde Marius, tills den identifierades som Lucius Cornelius Scipio Asiaticus. Bysten finns i Glyptothek, München.

Marius, egentligen Gaius Marius, född 157 f.Kr. i byn Cereatae nära Arpinum, död 13 januari 86 f.Kr., var en romersk fältherre och statsman. Han ledde Romerska republiken till seger i både det cimbriska och jugurthanska kriget, och blev därefter romersk konsul sju gånger.

## Biografi
Marius kom från en plebejfamilj och valdes till folktribun 119 f.Kr. Hans giftermål med Julia, faster till Julius Caesar, närmade honom till den maktägande adeln och bidrog i sin mån jämte en genom lyckliga spekulationer tryggad ekonomisk ställning att skaffa honom preturen 115 f.Kr., som han skötte med skicklighet och samvetsgrannhet.
Han tvingade senaten, genom att hota konsuln med fängelse, att anta en ny lag om rösträtt vilket gjorde honom populär bland folket. Han fick folkets stöd genom det förakt som folket i allmänhet hyste för den då fördärvade aristokratin i Rom. Marius var emellertid mindre intresserad av det inre politiska livet än de yttre angelägenheterna. Han rensade 114 f.Kr. Spanien från rövare och blev efter det sänd till Numidien mot Jugurtha. Där övertog han efter sin konsulutnämning ledningen av kriget och segrade i ett flertal slag. Jugurtha utlämnades till Marius och tvingades, tillsammans med sina söner, förhärliga Marius triumftåg efter krigets slut 104 f.Kr.. Marius medförde till Rom från Numidien betydande skatter, vilka väckte avund hos patricierna eftersom de inte tålde att en plebejs lysande bragder överskuggade aristokratins anor. Folket stod emellertid på Marius' sida, och han såg till att även prästerliga ämbeten hädanefter kunde besättas av plebejer. 
Marius ansågs vara den rätte mannen att möta den nya och stora, möjligen något överdrivna fara, som hotade Rom från de vilda cimbrernas och teutonernas sida, vilka hade slagit flera romerska härar och översvämmat Gallien. Redan under sitt förra konsulat hade Marius ändrat sättet att rekrytera hären, i det att han uppbådat män även ur de lägsta folkklasserna och därigenom gjort början att förvandla krigshären från medborgerlig till yrkeshär. Hans första omsorg blev nu att återställa den till följd av nederlagen slappade krigstukten och småningom stärka soldaternas mod och krafter. Därefter slog han teutonerna vid Aquae Sextiae (Aix-en-Provence) 102 f.Kr. och cimbrerna på Raudiska fälten vid Vercellae 101 f.Kr.. Rom var nu räddat, och Marius prisades av många såsom "Roms tredje grundläggare", ställd vid sidan av Romulus och Camillus, gallernas övervinnare. 
Inom samhället rådde oro och upplösning; adelns makt var bruten, men folkpartiet kunde inte uppta den fallna manteln. Ärelystna folkledare strävade att skaffa sig makt för tillfället, utan att fästa avseende vid statsförfattningens utveckling till gagn för det allmänna. Sådana var C. Servilius Glaucia och L. Apulejus Saturninus. Marius, som saknade statsmannens egenskaper, inlät sig i politiska planer i förening med de nyss nämnda männen, men visade sig vacklande och måste slutligen uppoffra sina bundsförvanter åt det missnöje som deras våldsamma tilltag hade uppväckt. Marius drog sig nu för en tid tillbaka från det offentliga livet, där han till sist spelat en ganska vag roll. Vid bundsförvantskrigets utbrott 91 f.Kr. uppträdde han åter på skådeplatsen. I början förde han inte självständigt befäl, men efter konsuln Publius Rutilius Lupus' fall vid slaget vid Tolenus övertog han dennes, samt visade sig även nu som en skicklig fältherre. Efter krigets slut 88 f.Kr.) uppstod oroligheter i Rom. Folkpartiet började åter röra på sig. Ledare var folktribunen Publius Sulpicius Rufus, som 88 f.Kr. med våldsamma medel genomdrev lagar riktade mot senaten och adelspartiet. Konsul för året var Sulla. Emellan denne och Marius hade alltsedan det numidiska kriget rått ett spänt förhållande. Sulla hade fått sig anförtrott överbefälet i kriget mot konung Mithridates VI och vistades 88 f.Kr. i Kampanien, varifrån han skulle avgå till Grekland och Asien. Sulpicius, som fruktade honom, genomdrev att folket fråntog honom befälet, vilket i stället lämnades åt den därtill villige Marius. Sulla vägrade dock att rätta sig efter folkets beslut och tågade i spetsen för sin här mot Rom som han utan svårighet bemäktigade sig, varefter han förklarade tolv medlemmar av motpartiet fågelfria, bland dem Marius. Marius flydde men blev gripen nära Minturnæ där han dolt sig i ett träsk. En cimbrisk slav sändes nu att döda honom i fängelset, men Marius stirrade på slaven och vrålade: "Karl, vågar du döda Gaius Marius?". Förskräckt flydde slaven, och invånarna i staden hjälpte efter det Marius att fly. Han kom därifrån över till Afrika. 
Ståthållaren i Afrika, Sextilius, sände bud till honom att bege sig därifrån. Budet träffade honom vid Karthago, och han svarade endast: "Hälsa till Sextilius, att du sett Gaius Marius biltog ( = fredlös ) på Karthagos ruiner". Därefter irrade han omkring på kusten. Marius verkar vid denna period lida av en mental åkomma. Han sägs ha haft hallucinationer och trodde han förde befäl över en armé mot Mithridates, skrikande order och gav signaler till inbillade trupper. Snart erhöll han underrättelse att Cinna, konsul för 87 f.Kr., i Italien försökte störta Sullas verk. Marius skyndade jämte några andra flyktingar över till Etrurien, där han samlade omkring sig några män vilkas antal småningom ökades. Marius och Cinna blev inom kort herrar över huvudstaden där ett hemskt skräckvälde började. Marius och hans vilda skaror rasade mot de politiska motståndarna bland adeln. Han hade tillsagt att envar som inte besvarade hans hälsning skulle dödas. De ädlaste män föll offer för partihatet; man räknade 50 senatorer och 1,000 riddare som offer. Marius blev för sjunde gången konsul 86 f.Kr. Han ägde nu åter makten i sin hand och hade mättat sin hämndtörst. Han fruktade dock Sullas återkomst. Han började dricka för att lugna sig, men sjuknade snart i en häftig feber som slutade hans liv den 13 januari 86 f.Kr.